# Distrito de El Porvenir (San Martín)
El Distrito peruano de El Porvenir es uno de los 14 distritos de la provincia de San Martín en el departamento de San Martín, en el Perú.

## Ubicación geográfica
La capital se encuentra situada a 135 msnm, convirtiéndola el punto más bajo de toda la región San Martín.

## Historia
El Porvenir fue elevado a la categoría de "villa" el 2 de mayo de 1936 mediante dispositivo legal Nº 8268 (ley); mostrando los siguientes parámetros; alt. 190, lat. 06º13`00``, long. 75º48`30``.
| Distrito    | Nombre | Categoría | Dispositivo Legal | Fecha             | Altitud (m.s.n.m) | Latitud Sur | Latitud Oeste |
| ----------- | ------ | --------- | ----------------- | ----------------- | ----------------- | ----------- | ------------- |
| El Porvenir | Pelejo | Capital   | Ley 8268          | 2 de mayo de 1936 | 135               | 06º13`00``  | 75º48`30``    |

Y posteriormente fue elevado a categoría de distrito el 18 de junio de 1962. mediante decreto ley n.º 14126, hostentando una densidad poblacional de 2.80 (hab./km)
y hoy en día se encuentra ubicado en:

| DEPARTAMENTO | PROVINCIA  | DISTRITO    | CAPITAL |
| ------------ | ---------- | ----------- | ------- |
| San Martín   | San Martín | El Porvenir | Pelejo  |

## Población
La población actualmente es de 2551 habitantes, siendo en su mayor parte mestizos hispanohablantes residentes en la capital distrital, Pelejo. Existiendo también algunos centros poblados ubicados en las periferias cuyos pobladores hablan lenguas autóctonas de la zona.

## División administrativa
El área total del distrito de 472,61 km², distribuidos entre comunidades campesinas y centros poblados menores este distrito limita:
```
	Por el norte con provincia de Alto Amazonas (Loreto).
	Por el sur con distrito de Papaplaya y Barranquita.
	Por el este con el distrito de Papaplaya.
	Por el oeste con el distrito de Barranquita
```

### Centros poblados
El distrito de El Porvenir, además de Pelejo, también tiene varias poblaciones dispersas por el territorio, entre ellas podemos encontrar:

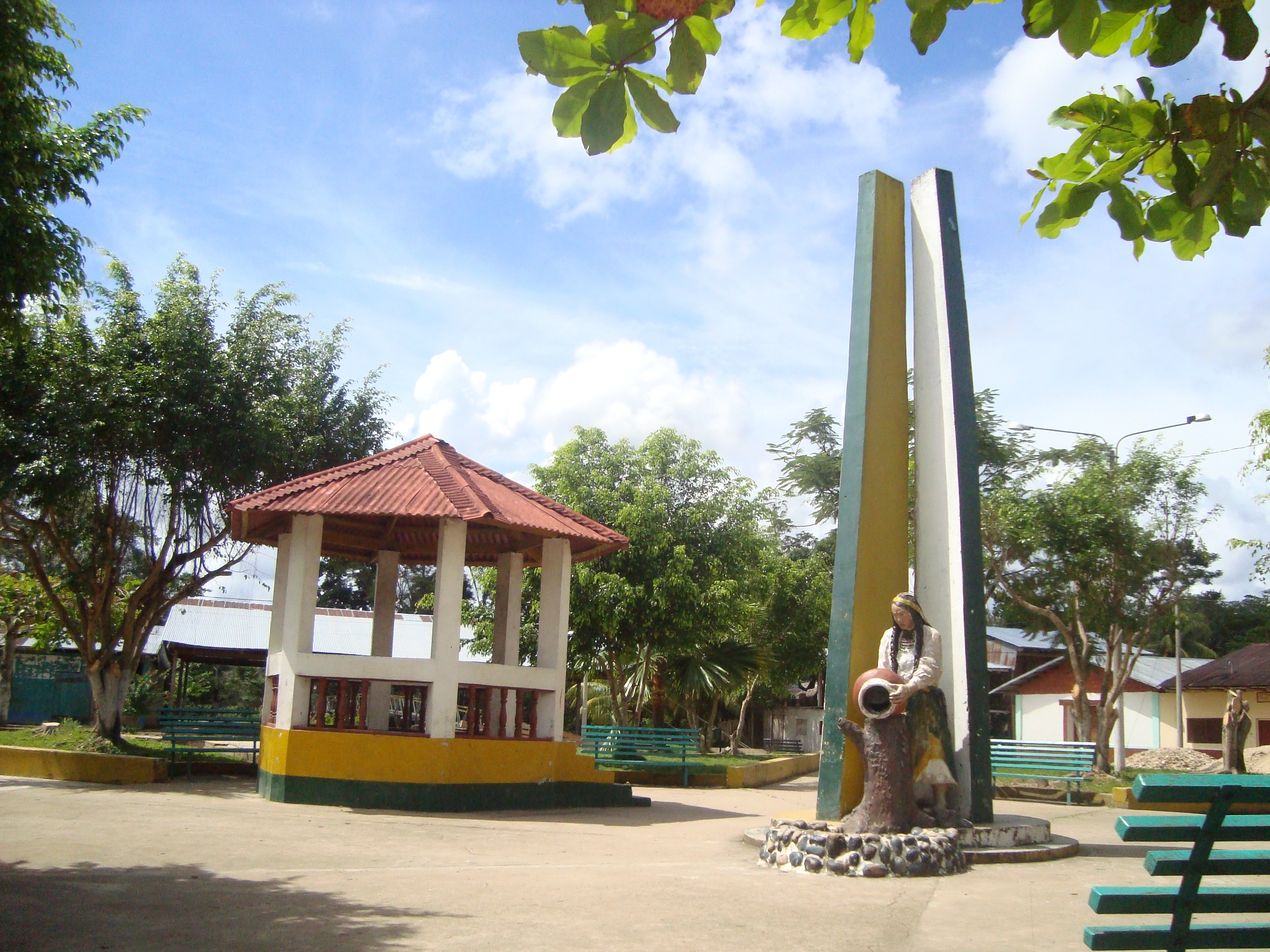
Plaza de Pelejo.

- Nuevo San Juan
- Selva Alegre
- Nueva Reforma
- Puerto Alegre
- San Luis

## Autoridades

### Periodo 1990-1995
- Alcalde: Wilfredo Paredes Del Águila.

### Periodo 1996-1999
- Alcalde: Silverio Reategui Araujo.

### Periodo 2007-2010
- Alcalde: Herman Adolfo Jauregui Tejada.

### Periodo 2011-2014
- Alcalde: Mario Santillan Grández

### Periodo 2015-2018
- Alcalde: Mario Santillan Grández

### Periodo 2019-2022
- Alcalde: Marino Mera Arrascue.

## Turismo

### Servicios turísticos
El recreo turístico Rumi Callarina, ubicado en la localidad de Nuevo San Juan, es muy popular en la zona debido a la quebrada de nombre homónimo que lo recorre.

## Festividades
- 10 de Julio: Fiesta patronal de la Virgen del Perpetuo Socorro.